# Imagination (banda)
Imagination fue un trío británico de soul, funk y post-disco que alcanzó un notable éxito a inicio de la década de los 80. Tuvieron éxitos en las listas de 28 países, ganaron cuatro discos de platino, nueve discos de oro y más de una docena de discos de plata en todo el mundo entre 1981 y 1983.
Su mayor éxito fue el tema de 1982 (tema central de la película F/X) Just an Illusion (en castellano: 'Solo una ilusión').

## Miembros de la banda
El vocalista Leee John estaba trabajando como vocalista de apoyo para las bandas The Delfonics, Chairmen of the Board, The Velvelettes y The Elgins, cuando se encontró con Ashley Ingram, un guitarrista y bajista (Northampton, 27 de noviembre de 1960). John e Ingram se hicieron dúo de composición y decidieron comenzar con su propio grupo exótico, pegajoso, sexy y erótico, trabajando en una banda de corta duración llamada Fizzz. En una audición para otra banda de corta duración, Midnight Express, ellos encontraron al baterista Errol Kennedy (Montego Bay, 9 de junio de 1953), que había aprendido a tocar la batería en Boys' Brigade y Air Training Corps.

## Carrera
Formado en 1981, el trío presentó una maqueta con el tema Body Talk a los productores discográficos Jolley & Swain. Fue lanzada como sencillo en abril de 1981 sobre el nombre del grupo Imagination, un nombre que el trío escogió como un tributo a John Lennon. La canción llegó a ser n.º 4 en las listas de sencillos del Reino Unido en mayo de 1981, vendiendo 250.000 copias en su país y estuvo dieciocho semanas en el Top 50. Publicaron dos sencillos más ese año, In and Out of Love (septiembre) y Flashback (noviembre), los cuales llegarán al n.º 16, todos incluidos en su álbum debut, Body Talk. 
Su mayor éxito, Just an Illusion, llegó al n.º 2 en marzo de 1982. En 1986 fue usada como canción final de la película estadounidense F/X. 
Después llegaron Music and Lights (n.º 5 en junio), In the Heat of the Night (n.º 22 en septiembre y que daba título a su segundo álbum de estudio) y Changes (n.º 31 en diciembre). Todo esto fue acompañado de una gira por Europa, con 22 fechas en el Reino Unido. 
El trío apareció en el programa de televisión de la BBC Top of the Pops y en otros programas televisivos de música pop, con un estilo distinto y exótico, con vestimentas iguales a los senadores romanos, enfermeros y esclavos. 
Leee J. hizo una aparición en la serie de televisión británica Doctor Who, en 1983.
También eran conocidos por hacer inserciones esotéricas en sus álbumes. 
Después de esto, el éxito del grupo en su país disminuyó, aunque continuaron haciendo conciertos y giras, incluso grabando nuevo material hasta los inicios de la década de los 90. 
Leee J. volvió a actuar, pero reapareció como cantante en un programa de telerrealidad, Reborn, en los Estados Unidos. 
A. Ingram también tuvo éxito como compositor de la cantante británica Des'ree. 
Leee J. está trabajando en un proyecto documental sobre la música negra británica.

## Discografía
- Body Talk (1981). Alcanzó el puesto n.º 20 en las listas británicas.
- In the Heat of the Night (1982). Alcanzó el puesto n.º 7 en las listas británicas.
- Night Dubbing (1983). Alcanzó el puesto n.º 9 en las listas británicas.
- Scandalous (1983) (titulado New Dimension en los Estados Unidos). Alcanzó el puesto n.º 25 en las listas británicas.
- Trilogy (1986).
- Closer (1987).
- Imagination - All The Hits (1989). Alcanzó el puesto n.º 4 en las listas británicas.
- Fascination Of The Physical (1992).